# Oxicesta serratae
Oxicesta serratae är en fjärilsart som beskrevs av Hans Zerny 1927. Oxicesta serratae ingår i släktet Oxicesta och familjen nattflyn. Inga underarter finns listade i Catalogue of Life.

## Bildgalleri

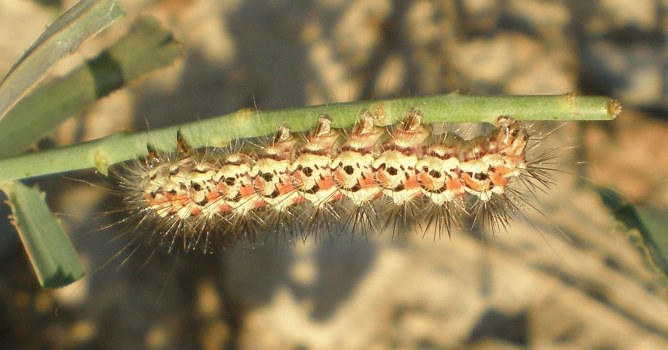
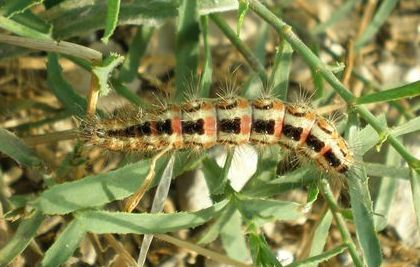